# Cytochrom-b5-Reduktasen
Cytochrom b5-Reduktasen (CBR, B5R), genauer NADH-Cytochrom b5-Reduktase, früher Methämoglobin-Reduktase, sind Enzyme in Säugetieren, die die Reduktion des an das Protein Cytochrom b5 gebundenen Häms mit dem komplexierten Eisen-Ion vom dreiwertigen in den zweiwertigen Zustand katalysieren. Gleichzeitig wird NADH durch Entzug von 2 Elektronen zu NAD+ und H+ oxidiert. Diese Redoxreaktion ist unentbehrlich für die Reduktion von Methämoglobin, das Recycling von Ascorbat, im Fettstoffwechsel, und generell bei der Übertragung von Elektronen von NADH auf andere Substrate. Mutationen im CYB5R3-Gen sind für die erbliche Methämoglobinämie verantwortlich.
Strukturell und funktionell verwandt sind die B5R-Enzyme mit den NAD(P)H:Nitrat-Reduktasen in Pflanzen und Pilzen. Beide Familien gehören zur Superfamilie der Flavoprotein-Pyridinnukleotid-Cytochrom-Reduktasen, die in Eukaryoten und Bakterien vorkommen.
Beim Menschen gibt es fünf paraloge Cytochrom b5-Reduktase-Gene, die jeweils noch durch alternatives Spleißen mehrere unterschiedliche Enzyme bilden können:
| Gen- Name | Protein | OMIM   | Varianten | Größe         | Bemerkung |
| --------- | ------- | ------ | --------- | ------------- | --- |
| CYB5R1    | Q9UHQ9  | 608341 | 1         | 305           | single pass Membranprotein (Nukleolus); weithin exprimiert |
| CYB5R2    | Q6BCY4  | 608342 | 2         | 276           | nicht überall exprimiert; für Lucigenin-Chemolumineszenz verantwortlich |
| CYB5R3    | P00387  | 250800 | M/S       | 300/ 275      | Membranprotein (M, endoplasmatisches Retikulum und Mitochondrium) und lösliche Isoform (S, Methämoglobin-Reduktase); S nur in Erythrozyten exprimiert, verantwortlich für Typ I der Methämoglobinämie. |
| CYB5R4    | Q7L1T6  | 608343 | 1         | 521           | löslich; endoplasmatisches Retikulum; weithin exprimiert; schützt Pankreas vor oxidativem Stress |
| CYB5RL    | Q6IPT4  |        | 3         | 314/ 167/ 247 | |